# Omega Force One
Omega Force One is een videospel voor de platforms Commodore 64. Het spel werd uitgebracht in 1988. 